# Musée Pierre-de-Luxembourg
Le musée Pierre-de-Luxembourg à Villeneuve-lès-Avignon (Gard) bénéficie du label Musée de France. Installé depuis 1986 dans une ancienne livrée cardinalice du XIVe siècle, ses collections permanentes, d'une extrême qualité, proviennent des établissements religieux de Villeneuve, sécularisés pendant la Révolution française.

## Livrée Pierre de Luxembourg - Hôtel de Boucoiran

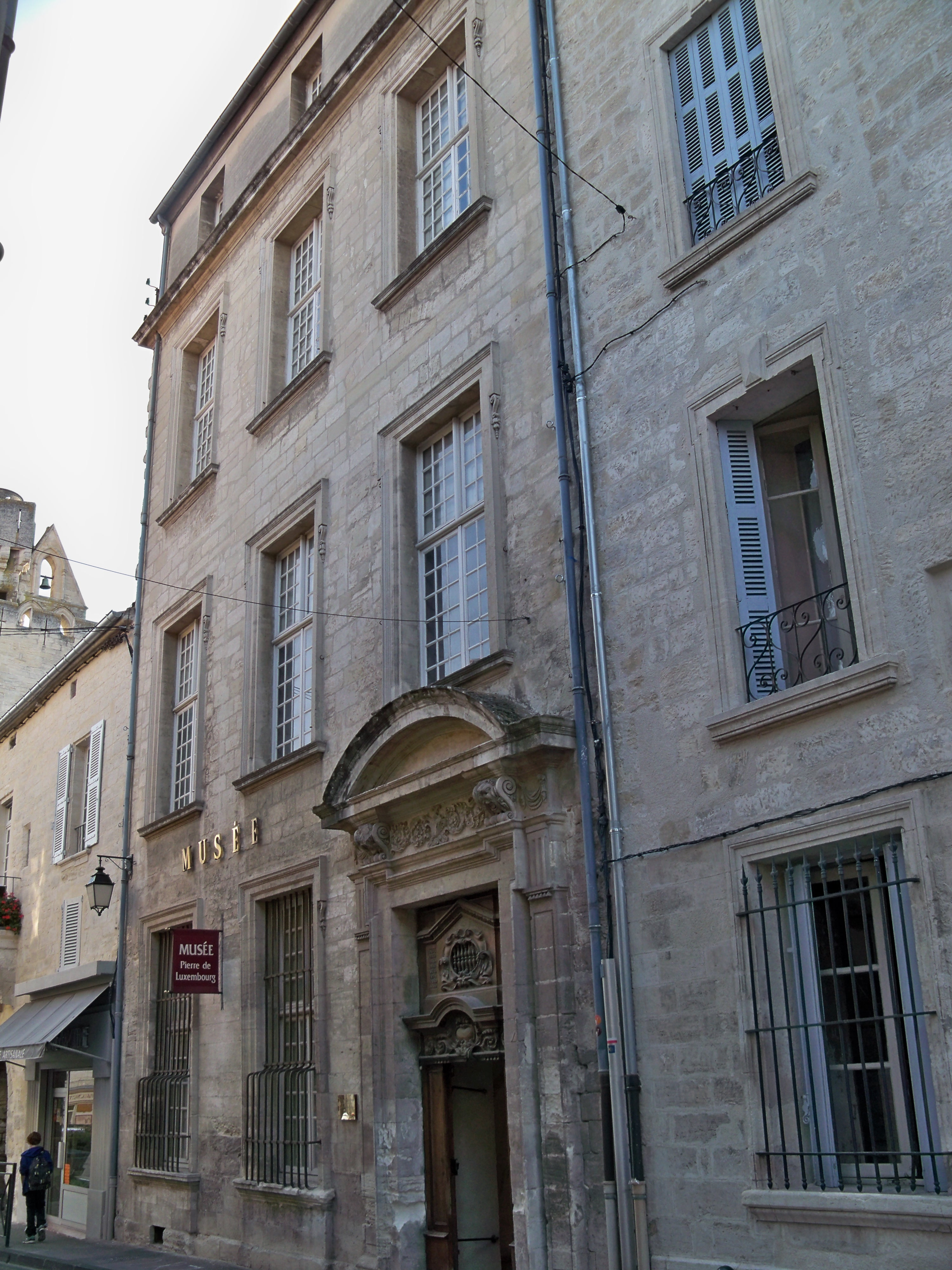
Hôtel de Boucoiran

La livrée cardinalice servant d’écrin aux collections est un palais urbain, bâti au XIVe siècle pour de hauts dignitaires de l’Église qui s’y succédèrent. Le plus célèbre de ses propriétaires est le cardinal Annibal de Ceccano, qui l’occupa à partir de 1344. Quelques vestiges, visibles en divers endroits du bâtiment, permettent aujourd'hui de se figurer l'aspect qu'il présentait à l'époque médiévale. Elle est ensuite occupée par Pierre de Selve de Monteruc, cardinal de Pampelune, deuxième bienfaiteur de la chartreuse de Villeneuve, mort le 31 mai 1385, puis par Pierre de Luxembourg qui y serait mort en 1387.
La livrée est acquise au XVIIe siècle par la veuve de Louis de Calvière, baron de Boucoiran. Elle entreprend de faire restaurer et d'aménager la livrée en 1663 par l'architecte avignonnais Louis-François de Royers de La Valfenière (1615-1688), fils de François de Royers de la Valfenière (1575-1667). Les travaux ont été réalisés par le maçon Georges Mangarel. L'hôtel particulier présente une façade classique assez massive, aux ornements discrets. Un escalier d'honneur monumental dessert l'étage noble de la bâtisse.
L'hôtel accueille depuis 1986 le musée Pierre-de-Luxembourg.
La livrée a été classée au titre des monuments historiques le 21 mars 1983.

## Collections du musée
Les collections du musée Pierre-de-Luxembourg sont essentiellement issues des établissements religieux de Villeneuve-lès-Avignon. Parmi elles figurent deux chefs-d'œuvre de l'Occident médiéval :
- La Vierge en ivoire, du début du XIVe siècle, sculptée dans une défense d'éléphant dont elle épouse la courbure naturelle. Cette pièce magnifique, rehaussée de polychromie et de dorures, est un témoin émouvant du savoir-faire et du luxe des ateliers parisiens de l'époque.
- Le Couronnement de la Vierge d'Enguerrand Quarton, fut peint entre 1453 et 1454 pour l'autel de la chapelle de la Sainte Trinité de l'église de la chartreuse Notre-Dame-du-Val-de-Bénédiction, chapelle funéraire du pape Innocent VI. L'œuvre est parfaitement documentée grâce à son prix-fait, contrat passé devant notaire entre l'artiste et le commanditaire, Jean de Montagnac, au nom des chartreux qui n'étaient pas autorisés par leur règle à acquérir des œuvres d'art. Le prix-fait est particulièrement détaillé : il donne la composition générale de l'œuvre, précise la technique et les pigments que l'artiste doit employer pour la réalisation de l'œuvre et énumère les très nombreux personnages présents sur le tableau. L'œuvre, désormais bien connue du point de vue iconographique et esthétique, a également fait l'objet d'une étude du point de vue spirituel, la resituant dans le contexte cartusien de l'époque.

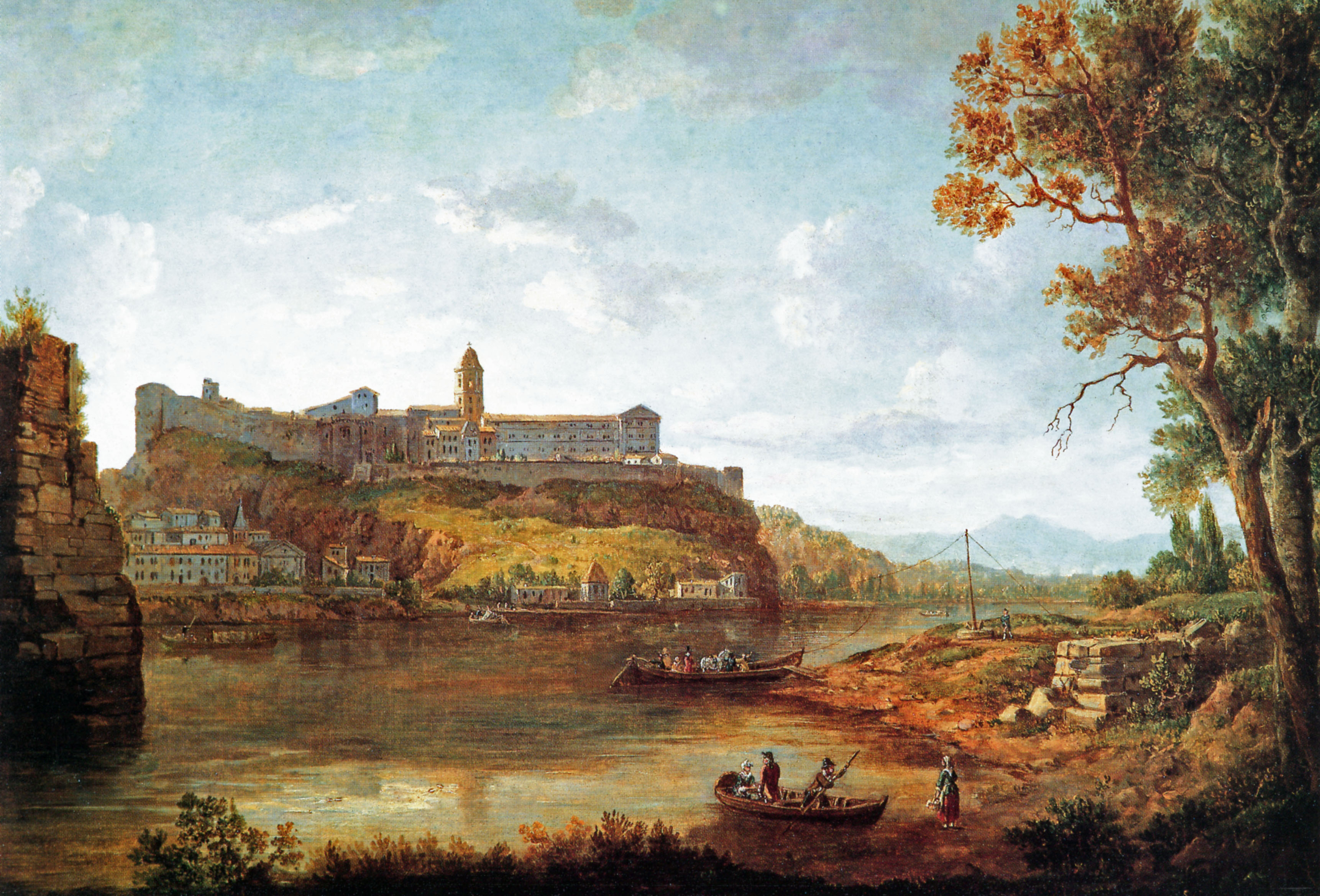
William Marlow (1740-1813), l'abbaye Saint-André de Villeneuve-lès-Avignon

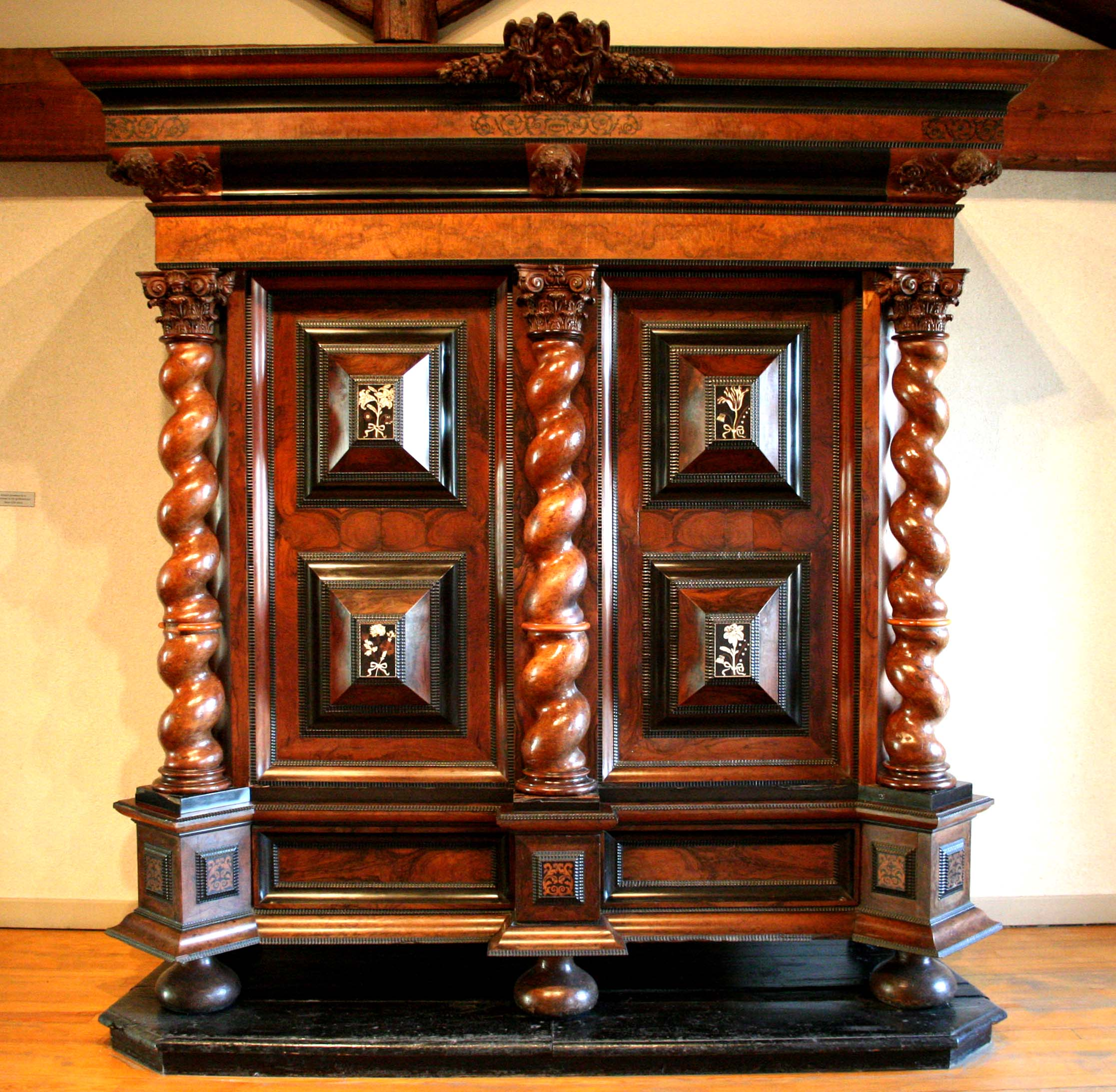
Armoire du début du XVIIe siècle provenant de la chartreuse de Villeneuve-lès-Avignon

Une très belle collection de peintures du XVIIe siècle, provenant de la sacristie de la chartreuse Notre-Dame-du-Val-de-Bénédiction et de l'abbaye Saint-André est présentée au premier et deuxième étage du musée. Parmi ces œuvres remarquables, notons un très bel ensemble de tableaux de Nicolas Mignard, Philippe de Champaigne et Nicolas Colombel. Les chartreux firent en effet appel, pour décorer leur monastère, aux plus grands artistes parisiens de l'époque ainsi qu'à des artistes réputés de l'école provençale, comme Reynaud Levieux.
Un tableau de William Marlow offre une vue de l'abbaye Saint-André avant sa destruction dans le courant du XIXe siècle
Enfin, un riche mobilier illustrant la vie en chartreuse, provenant de la chartreuse Notre-Dame-du-Val-de-Bénédiction, est présenté dans le parcours permanent, tel que les étains de l'hôtellerie. 
On y découvre enfin l'armoire de la sacristie, une pièce exceptionnelle du milieu du XVIIe siècle provenant des Pays-Bas du Nord. Elle est marquetée d'ivoire et de bois précieux. Elle renfermait le "trésor", c'est-à-dire les objets précieux du monastère.